# 特奥多尔·切尔尼
特奥多尔·切尔尼（捷克語：Teodor Černý，1957年1月18日—），捷克男子自行车运动员。他曾代表捷克斯洛伐克参加1980年夏季奥林匹克运动会自行车比赛，获得男子团体追逐赛铜牌。